# Pauline Garneray
Pour les articles homonymes, voir Garneray et Cabanne.
Pauline Garneray, ou Pauline Cabanne, née le 13 novembre 1797 à Paris où elle est morte le 9 septembre 1864, est une peintre française.

## Biographie
Pauline Désirée Garneray est la fille du peintre Jean-François Garneray et de Marie Anne Lefol.
En 1820, elle épouse Nicolas Cabanne (1792-1847), chef de bureau au ministère de l'Intérieur. Le couple donne naissance en 1821 à Félice Léonie Cabanne, puis en 1824 à Auguste Jules Cabanne.
Élève de son père, elle expose au Salon de 1831 et 1844.
Elle est aquarelliste et peintre de fleurs.
Elle meurt à l'âge de 66 ans à son domicile du boulevard de Bonne-Nouvelle. Elle est inhumée au cimetière de Montmartre.